# Bu'ejne-Nudžejdat
Bu'ejne-Nudžejdat (hebrejsky בועיינה-נוג'ידאת, arabsky بعينة-نجيدات, v oficiálním přepisu do angličtiny Bu'eine Nujeidat) je místní rada (malé město) v Izraeli, v Severním distriktu.

## Geografie
Leží v nadmořské výšce 236 metrů, v Dolní Galileji. Je situován na jižní okraj údolí Bejt Netofa, na úpatí masivu hory Har Tur'an.
Město leží cca 13 kilometrů severovýchodně od Nazaretu, cca 100 kilometrů severovýchodně od centra Tel Avivu a cca 35 kilometrů východně od centra Haify, v hustě zalidněném a zemědělsky intenzivně obdělávaném pásu. Osídlení v tomto regionu je smíšené. Vlastní město je osídleno izraelskými Araby ale v okolí se nacházejí i četné židovské obce. Na východní straně pak začíná převážně židovský region okolo Galilejského jezera. Bu'ejne-Nudžejdat je na dopravní síť napojen pomocí lokální silnice číslo 785, která ústí do dálnice číslo 65 z Afuly směrem do údolí řeky Jordán.

## Dějiny
Bu'ejne-Nudžejdat vznikla roku 1987 sloučením dvou do té doby samostatných obcí Bu'ejne a Nudžejdat.
- Bu'ejne je podle jedno teorie místem, které ve svém názvu uchovává starověké Bejt Anat (בית ענת) zmiňované v ugaritských starověkých nápisech. Francouzský cestovatel Victor Guérin vesnici koncem 19. století popsal jako malé sídlo s méně než 150 obyvateli. Místní mešita měla podle něj neobvyklou východozápadní orientaci a mohla být zřízena ze staršího křesťanského kostela.[3] V roce 1980 byla vesnice povýšena na místní radu (malé město).[4]

- Nudžejdat vznikla usazením skupiny arabských vojáků, kteří sem dorazili ve středověku společně s armádou Saladina. Jde o sídlo beduínského kmene al-Nudžejdat původem z regionu Nadžd v nynější Saúdské Arábii.[5]

Vesnice Bu'ejne a Nudžejdat byly izraelskou armádou dobyty společně s celou centrální oblastí Galileje během první arabsko-izraelské války v červenci 1948 v rámci Operace Dekel a v říjnu 1948 (Operace Chiram). Po dobytí nebyla tato arabská sídla vysídlena a jejich obyvatelé se stali občany státu Izrael. Během 20. století zaznamenaly obě vesnice mimořádný nárůst a vytvořily souvislé zastavěné území. Roku 1987 byly sloučeny do jedné obce.

## Demografie
Bu'ejne-Nudžejdat je etnicky čistě arabské město se zcela muslimskou populací. Jde o menší sídlo městského typu, byť zástavba má zejména na okrajích obce rozvolněný a spíše venkovský ráz. K 31. prosinci 2017 zde žilo 9 500 lidí.
| Rok            | 1922 | 1931 | 1945 | 1961  | 1972  | 1980  | 1983  | 1990  | 1993  | 1994  | 1995  | 1996  | 1997  | 1998  | 1999  | 2000  |
| -------------- | ---- | ---- | ---- | ----- | ----- | ----- | ----- | ----- | ----- | ----- | ----- | ----- | ----- | ----- | ----- | ----- |
| Počet obyvatel | 212  | 359  | 540  | 1 900 | 1 500 | 3 500 | 3 400 | 4 500 | 5 200 | 5 300 | 5 600 | 5 800 | 6 000 | 6 200 | 6 400 | 6 600 |

Udaje pro roky 1922, 1931, 1945 a 1972 jsou jen pro vesnici Bu'ejne, ostatní údaje jsou v územním vymezení platném po roce 1987 (tedy po sloučení obou obcí)
| Rok            | 2001  | 2002  | 2003  | 2004  | 2005  | 2006  | 2007  | 2008  | 2009  | 2010  | 2011  | 2012  | 2013  | 2014  | 2015  | 2016  | 2017  |
| -------------- | ----- | ----- | ----- | ----- | ----- | ----- | ----- | ----- | ----- | ----- | ----- | ----- | ----- | ----- | ----- | ----- | ----- |
| Počet obyvatel | 6 900 | 7 100 | 7 300 | 7 500 | 7 700 | 7 900 | 8 000 | 8 145 | 8 000 | 8 200 | 8 300 | 8 500 | 8 700 | 8 900 | 9 100 | 9 300 | 9 500 |